# Port lotniczy Rumbek
Port lotniczy Rumbek (IATA: RBX, ICAO: HSMK) – port lotniczy położony w Rumbeku, w Sudanie Południowym, stan Lakes.

## Kierunki lotów i linie lotnicze
| Linia Lotnicza        | Kierunek |
| --------------------- | -------- |
| Golden Wings Aviation | 1. Dżuba |